# Liste d'élections en 1911
Chronologie des élections
- 1907
- 1908
- 1909
- 1910
- 1911
- 1912
- 1913
- 1914
- 1915

Cet article recense les élections organisées durant l'année 1911.

## Élections nationales en 1911
Cette section concerne les élections législatives et présidentielles dans un état souverain, éventuellement fédéral, ainsi que leurs principaux référendums.
| Date                              | État       | Élection ou référendum | Contexte | Résultat |
| --------------------------------- | ---------- | ---------------------- | --- | --- |
| 18 janvier 1910 - 12 juillet 1911 | États-Unis | Sénat (en)             | | Cette section est vide, insuffisamment détaillée ou incomplète. Votre aide est la bienvenue ! Comment faire ? |
| 1911                              | Équateur   | Présidentielle (es)    | | Cette section est vide, insuffisamment détaillée ou incomplète. Votre aide est la bienvenue ! Comment faire ? |
| 8 - 10 janvier                    | Salvador   | Présidentielle (en)    | | Cette section est vide, insuffisamment détaillée ou incomplète. Votre aide est la bienvenue ! Comment faire ? |
| 12 janvier                        | Salvador   | Présidentielle (es)    | | Cette section est vide, insuffisamment détaillée ou incomplète. Votre aide est la bienvenue ! Comment faire ? |
| 1er - 14 mars                     | Roumanie   | Législatives (en)      | Le Premier ministre Ion Brătianu (Parti libéral national (en) : centre-droit libéral) a démissionné en décembre 1910, afin que se tiennent des élections anticipées. Le roi Carol Ier a nommé le conservateur Petre Carp à la tête d'un gouvernement par intérim jusqu'aux élections. | Le Parti conservateur (en) remporte une majorité écrasante des sièges dans les deux chambres. Petre Carp (conservateur) demeure Premier ministre. |
| 1er mars                          | Uruguay    | Présidentielle (es)    | | Cette section est vide, insuffisamment détaillée ou incomplète. Votre aide est la bienvenue ! Comment faire ? |
| 23 avril                          | Monaco     | Nationales (en)        | | Cette section est vide, insuffisamment détaillée ou incomplète. Votre aide est la bienvenue ! Comment faire ? |
| 26 avril                          | Australie  | Référendum (en)        | Proposition de motification de la section 51 de la Constitution, relative aux échanges et au commerce | Rejetée |
| 26 avril                          | Australie  | Référendum (en)        | Proposition de motification de la section 51a de la Constitution, relative aux monopoles | Rejetée |
| 28 mai                            | Portugal   | Constituantes          | Ces élections font suite à la révolution d'octobre 1910 et à la proclamation de la République portugaise. Les citoyens sont appelés à élire une assemblée constituante. Pour ce scrutin, le suffrage censitaire est aboli : le droit de vote est conféré à tout chef de famille âgé d'au moins 21 ans et sachant lire et écrire. La nouvelle loi ne réservant pas explicitement le droit de vote aux hommes, la suffragette Carolina Beatriz Ângelo en profite pour voter, et son acte est fortement médiatisé. | Le Parti républicain remporte la quasi-totalité des sièges. Cette assemblée adopte la Constitution portugaise de 1911. |
| Mai                               | Liberia    | Présidentielle (en)    | Seuls les colons afro-américains et leurs descendants sont citoyens, la population autochtone étant exclue des droits civiques et politiques, et certains autochtones étant soumis de fait à une situation d'esclavage. Le Libéria à cette date est considéré comme un État à parti unique, le gouvernement ne tolérant aucun défi réel à sa suprématie politique. | Daniel Edward Howard (parti True Whig : droite conservatrice, ethnique et autoritaire) est élu président de la République face au vice-président sortant J. J. Dossen (en), qui se présente sous les couleurs du Parti de l'Union nationale. |
| 5 juin                            | Bulgarie   | Législatives (en)      | Ayant déclaré son indépendance vis-à-vis de l'Empire ottoman en 1908, la Bulgarie procède à l'élection d'une assemblée constituante. | L'alliance du Parti populaire (en) (centre-droit libéral-conservateur, parti du Premier ministre Ivan Guechov) et du Parti libéral progressiste (en) (centriste, libéral) remporte plus des trois quarts des sièges. L'assemblée amende la Constitution de 1879 qui était celle de la principauté de Bulgarie, afin de reconduire les organes d'un État fondé sur la séparation des pouvoirs tout en l'adaptant aux conditions d'un royaume indépendant. Des élections législatives auront lieu en septembre.     |
| 13 juin                           | Luxembourg | Législatives           | | Cette section est vide, insuffisamment détaillée ou incomplète. Votre aide est la bienvenue ! Comment faire ? |
| Août                              | Équateur   | Présidentielle (en)    | Le président (et maréchal suprême) Eloy Alfaro vient d'être renversé. En janvier 1912 il sera livré à la foule et lynché. Les trois candidats sont issus de différentes factions du Parti libéral radical (en) (hétéroclite). | Emilio Estrada (en), partisan de la politique menée par Eloy Alfaro, est élu avec 93,9 % des voix face au général Flavio Alfaro (membre comme lui de la faction radicale du parti ; 3,4 %) et à Alfredo Baquerizo (membre de la faction modérée ; 2,4 %). Le président Estrada meurt toutefois d'une crise cardiaque en décembre 1911, et le général Leónidas Plaza prend le pouvoir. Sous son administration, le pouvoir réel est exercé par une ploutocratie de banquiers et de grands propriétaires agricoles. |
| 24 août                           | Portugal   | Présidentielle (en)    | | Cette section est vide, insuffisamment détaillée ou incomplète. Votre aide est la bienvenue ! Comment faire ? |
| 4 septembre                       | Bulgarie   | Législatives (en)      | | L'alliance du Parti populaire (en) (centre-droit libéral-conservateur) et du Parti libéral progressiste (en) (centriste, libéral) remporte une majorité écrasante des sièges. Ivan Guechov (Parti populaire) demeure Premier ministre. |
| 21 septembre                      | Canada     | Fédérales              | | Alternance. Faisant campagne sur le maintien du protectionnisme et des relations commerciales étroites du Canada avec l'Empire britannique, le Parti conservateur remporte la majorité absolue des sièges, devançant le Parti libéral au pouvoir depuis quinze ans. Le conservateur Robert Laird Borden devient Premier ministre. |
| Septembre                         | Suède      | 1re Chambre (sv)       | | Cette section est vide, insuffisamment détaillée ou incomplète. Votre aide est la bienvenue ! Comment faire ? |
| 3 - 24 septembre                  | Suède      | 2de Chambre            | Ces élections se déroulent pour la première fois au suffrage universel masculin. | Parlement sans majorité. Alternance. L'Association nationale des libre-penseurs (centre-gauche libéral) conserve sa majorité relative des sièges. Karl Staaff (ANLP) devient Premier ministre à la tête d'un gouvernement minoritaire, succédant au gouvernement minoritaire d'Arvid Lindman (Ligue électorale générale (droite). |
| 27 septembre                      | Monténégro | Législatives (en)      | | Cette section est vide, insuffisamment détaillée ou incomplète. Votre aide est la bienvenue ! Comment faire ? |
| 1er - 15 octobre                  | Mexique    | Fédérales (es)         | | Cette section est vide, insuffisamment détaillée ou incomplète. Votre aide est la bienvenue ! Comment faire ? |
| 29 octobre                        | Suisse     | Fédérales              | | Le Parti radical-démocratique (centre-gauche radical) conserve sa majorité absolue des sièges dans les deux chambres. |
| 29 - 21 octobre                   | Honduras   | Présidentielle (en)    | | Cette section est vide, insuffisamment détaillée ou incomplète. Votre aide est la bienvenue ! Comment faire ? |
| 16 - 30 novembre                  | Suède      | 1re Chambre (sv)       | | Cette section est vide, insuffisamment détaillée ou incomplète. Votre aide est la bienvenue ! Comment faire ? |
| 29 décembre                       | Chine      | Présidentielle (en)    | | Cette section est vide, insuffisamment détaillée ou incomplète. Votre aide est la bienvenue ! Comment faire ? |

## Élections en subdivisions nationales en 1911
Cette section concerne les élections législatives dans un État fédéré, une subdivision territoriale ou une colonie d'un État souverain, ainsi que leurs principaux référendums.
| Date                      | Subdivision           | État               | Élection ou référendum | Contexte                                                                                              | Résultat |
| ------------------------- | --------------------- | ------------------ | ---------------------- | --- | --- |
| 1911                      | Guyane britannique    | Empire britannique | Législatives (en)      | | Cette section est vide, insuffisamment détaillée ou incomplète. Votre aide est la bienvenue ! Comment faire ? |
| 1911                      | Hesse-et-Rhin         | Empire allemand    | Législatives (de)      | | Cette section est vide, insuffisamment détaillée ou incomplète. Votre aide est la bienvenue ! Comment faire ? |
| 2 - 3 janvier             | Finlande              | Empire russe       | Législatives (en)      | | Parlement sans majorité. Le Parti social-démocrate conserve sa majorité relative des sièges. |
| 12 avril                  | Zambézie du Sud       | Rhodésie           | Législatives (en)      | | Cette section est vide, insuffisamment détaillée ou incomplète. Votre aide est la bienvenue ! Comment faire ? |
| 28 avril                  | Fidji                 | Empire britannique | Législatives (en)      | | Cette section est vide, insuffisamment détaillée ou incomplète. Votre aide est la bienvenue ! Comment faire ? |
| 13 - 20 juin              | Cisleithanie          | Autriche-Hongrie   | Législatives           | | Cette section est vide, insuffisamment détaillée ou incomplète. Votre aide est la bienvenue ! Comment faire ? |
| 14 juin                   | Nouvelle-Écosse       | Canada             | Générales (en)         | | Cette section est vide, insuffisamment détaillée ou incomplète. Votre aide est la bienvenue ! Comment faire ? |
| 29 septembre - 13 octobre | Oldenbourg            | Empire allemand    | Législatives (de)      | | Cette section est vide, insuffisamment détaillée ou incomplète. Votre aide est la bienvenue ! Comment faire ? |
| 3 octobre                 | Australie-Occidentale | Australie          | Législatives           | | Cette section est vide, insuffisamment détaillée ou incomplète. Votre aide est la bienvenue ! Comment faire ? |
| 10 octobre                | Californie            | États-Unis         | Référendum (en)        | Proposition (en) de droit de vote des femmes dans l'État                                              | Acceptée |
| 10 octobre                | Californie            | États-Unis         | Référendum (en)        | Proposition (en) d'introduction de l'initiative populaire et du référendum optionnel[réf. nécessaire] | Acceptée[réf. nécessaire] |
| 10 octobre                | Californie            | États-Unis         | Référendum (en)        | Proposition (en) d'introduction du référendum révocatoire (recall of public officials)                | Acceptée |
| 13 - 14 octobre           | Malte                 | Empire britannique | Générales (en)         | | Cette section est vide, insuffisamment détaillée ou incomplète. Votre aide est la bienvenue ! Comment faire ? |
| 22 - 29 octobre           | Alsace-Lorraine       | Empire allemand    | Législatives (de)      | | Cette section est vide, insuffisamment détaillée ou incomplète. Votre aide est la bienvenue ! Comment faire ? |
| 16 novembre               | Victoria              | Australie          | Législatives (en)      | | Cette section est vide, insuffisamment détaillée ou incomplète. Votre aide est la bienvenue ! Comment faire ? |
| 7 - 19 décembre           | Nouvelle-Zélande      | Empire britannique | Législatives           | | Parlement sans majorité. Alternance. Après 21 ans au pouvoir, le Parti libéral (centre-gauche social-libéral et progressiste) perd sa majorité absolue des sièges, et est devancé par le Parti de la réforme (en) (centre-droit conservateur) qui remporte une courte majorité relative. Joseph Ward (libéral) demeure un temps Premier ministre à la tête d'un gouvernement minoritaire, mais le réformiste William Massey parvient à former un gouvernement minoritaire à son tour en juillet 1912. |
| 11 décembre               | Ontario               | Canada             | Générales (en)         | | Cette section est vide, insuffisamment détaillée ou incomplète. Votre aide est la bienvenue ! Comment faire ? |
| 12 - 13 décembre          | Ceylan                | Empire britannique | Législatives           | | Cette section est vide, insuffisamment détaillée ou incomplète. Votre aide est la bienvenue ! Comment faire ? |